# 文昌镇 (淳安县)
文昌镇，是中华人民共和国浙江省杭州市淳安县下辖的一个乡镇级行政单位。

## 行政区划
文昌镇下辖以下地区：
浪洞村、文屏村、小酉坞村、下潘村、潭头村、西河村、东树坑村、富山村、光昌边村、市畈村、文昌村、丰茂村、卢家庄村、栅源村、西阳村和王家源村。